# Kuno Chanan Lehrmann
Kuno Chanan Lehrmann (* 15. Juni 1905 in Strezow, Österreich-Ungarn; † 6. September 1977 in Luxemburg) war ein deutsch-luxemburgischer Rabbiner und Romanist.

## Leben
Kuno Chanan Lehrmann (auch: Charles Lehrmann) wurde 1905 in Strezow (östlich von Krakau) im damaligen Österreich-Ungarn als Sohn eines Kaufmanns und Tora-Schreibers geboren. Er besuchte Schulen in Strezow, Stuttgart und Würzburg und war ab 1924 Religionslehrer und Vorbeter in den jüdischen Gemeinden von Tübingen und (ab 1925) Crailsheim. 1928 holte er in Wien das Abitur nach und studierte Romanistik und Germanistik an den Universitäten Würzburg und Berlin. Am 21. Dezember 1932 wurde er in Würzburg bei Adalbert Hämel promoviert.
1933 beendete er das in Berlin begonnene Rabbinatsstudium und emigrierte aus dem nationalsozialistischen Deutschland in die Schweiz. An der Universität Lausanne qualifizierte er sich 1934 mit einem Lizentiats-Abschluss (Licence ès Lettres) und wurde 1938 habilitiert. Er war sodann Privatdozent für französische Literatur mit besonderer Berücksichtigung jüdischer Aspekte und ab 1944 Lehrbeauftragter. Beruflich war er von 1935 bis 1948 Vorbeter und Rabbiner in Fribourg, dann bis 1949 in Bristol (Rhode Island) in den Vereinigten Staaten, während er in Philadelphia am Dropsie College for Hebrew and Cognate Learning einen Forschungsaufenthalt verbrachte.
Von 1949 bis 1958 war er Oberrabbiner des Großherzogtums Luxemburg. Von 1958 bis 1960 lehrte er als Gastdozent an der Bar-Ilan-Universität in Israel. Von 1960 bis 1971 war er Gemeinderabbiner in Westberlin, dann Amtsverweser des Landesrabbinats Niedersachsen in Hannover. Von 1970 bis 1976 war er Mitglied der Rabbinerkonferenz. Ab dem Sommersemester 1967 war er an der Universität Würzburg Honorarprofessor für Romanische Philologie mit besonderer Berücksichtigung der Einflüsse des Judentums auf die französische Literatur. Die Antrittsvorlesung hielt er am 22. Juni 1967. Das Großherzogtum Luxemburg ehrte ihn mit dem Staatspreis.

## Veröffentlichungen (Auswahl)
- Das Humanitätsideal der sozialistisch-romantischen Epoche Frankreichs und seine Beziehung zur Judenfrage. Wertheim am Main 1932. (Dissertation Universität Würzburg)
- Bergsonisme et judaïsme. Cours professé à l’Université de Lausanne. Genf 1937.
- L’élément juif dans la littérature française. Zürich 1941. (Vorwort von Guglielmo Ferrero)
- Das goldene Zeitalter der jüdischen Dichtung. Migdal, Genf 1944.
- Stacheldraht um Jakobs Zelte. Eindrücke einer Palästinareise. Unpolitische Pilgerfahrt eines kontemplativen Zeitgenossen. Migdal, Genf 1946.
- L’Elément juif dans la pensée européenne. Editions du Chant nouveau, Paris 1952. (Vorwort von Arnold Reymond)
  - (englisch) Jewish influences on European thought. Fairleigh Dickinson University Press, Rutherford 1976.
- La communaute juive du Luxembourg dans le passé et dans le présent. Histoire illustrée. Esch-sur-Alzette 1953. (Vorwort von Pierre Frieden)
- Heinrich Heine. Kämpfer und Dichter. Francke, Bern 1957.
- Die „Ausgewähltheit Israels“ als ethische Verpflichtung in Geschichte und Gegenwart. In: Rappel. Revue de la LPPD. Patriotique, historique, littéraire. Ligue Luxembourgeoise des Prisonniers et Déportés Politiques, Dezember 1958.
- L’élément juif dans la littérature française. 2. Auflage. 2 Bde. Albin Michel, Paris 1960–1961.
  - 1. Des origines à la Révolution.
  - 2. De la Révolution à nos jours.
  - (englisch) The Jewish element in French literature. University Press, Rutherford 1971.
- L’Âme luxembourgeoise. Rôle et vocation d’un petit peuple. Editions du Centre, Luxembourg 1962.
- Nachruf auf meine Eltern. In: Weg und Schicksal der Stuttgarter Juden. Ein Gedenkbuch. Hrsg. Maria Zelzer. Stuttgart 1964, S. 272–274.